# Gersthofer Verkehrsgesellschaft

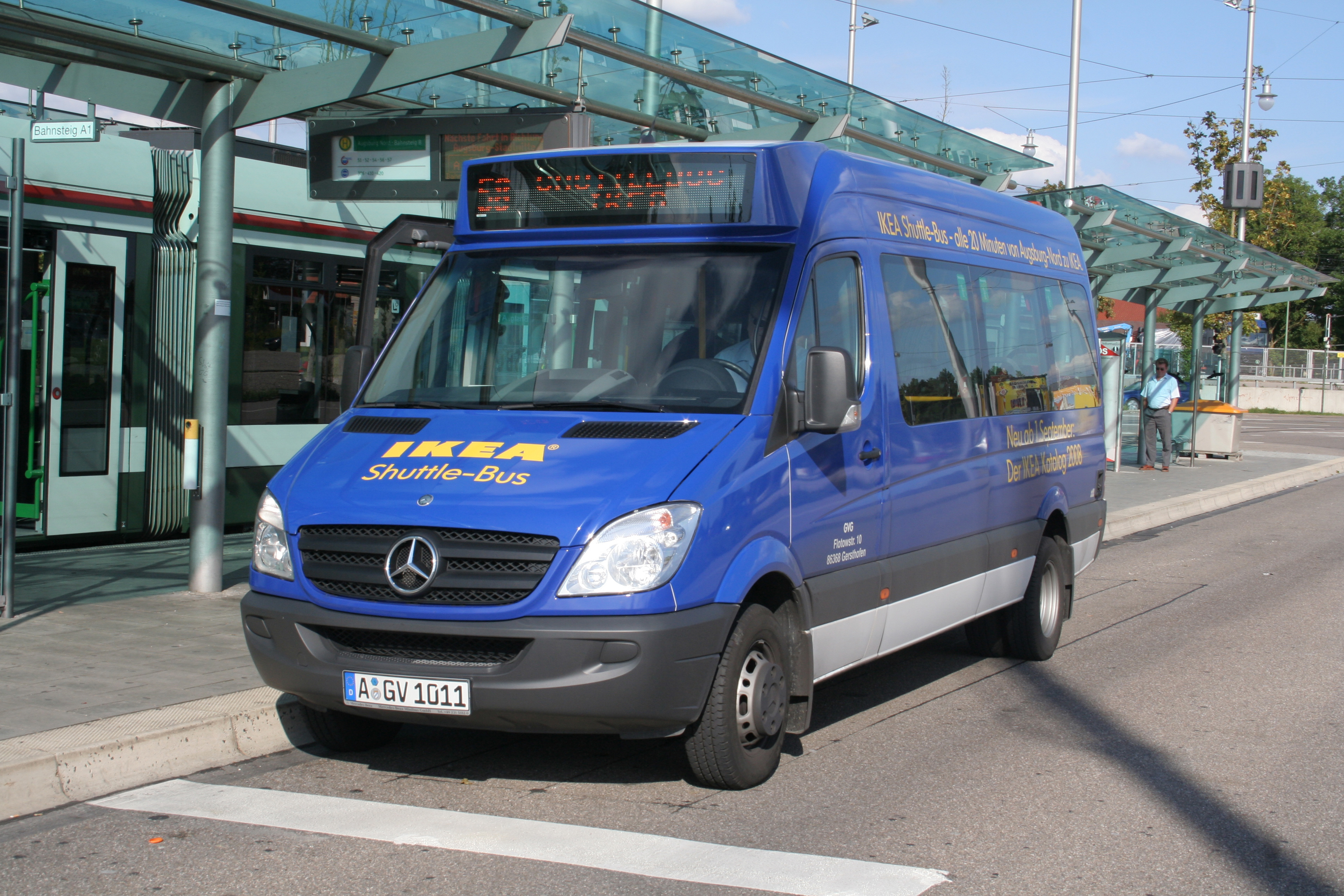
Ehemaliges IKEA-Shuttle-Fahrzeug der GVG, eingesetzt auf der Linie 58 „IKEA-Shuttle“ (es fahren jedoch bei Bedarf auch normale Omnibusse auf dieser Linie). Mittlerweile durch einen größeren Sprinter City 65 mit gleicher Wagennummer (118) ersetzt.

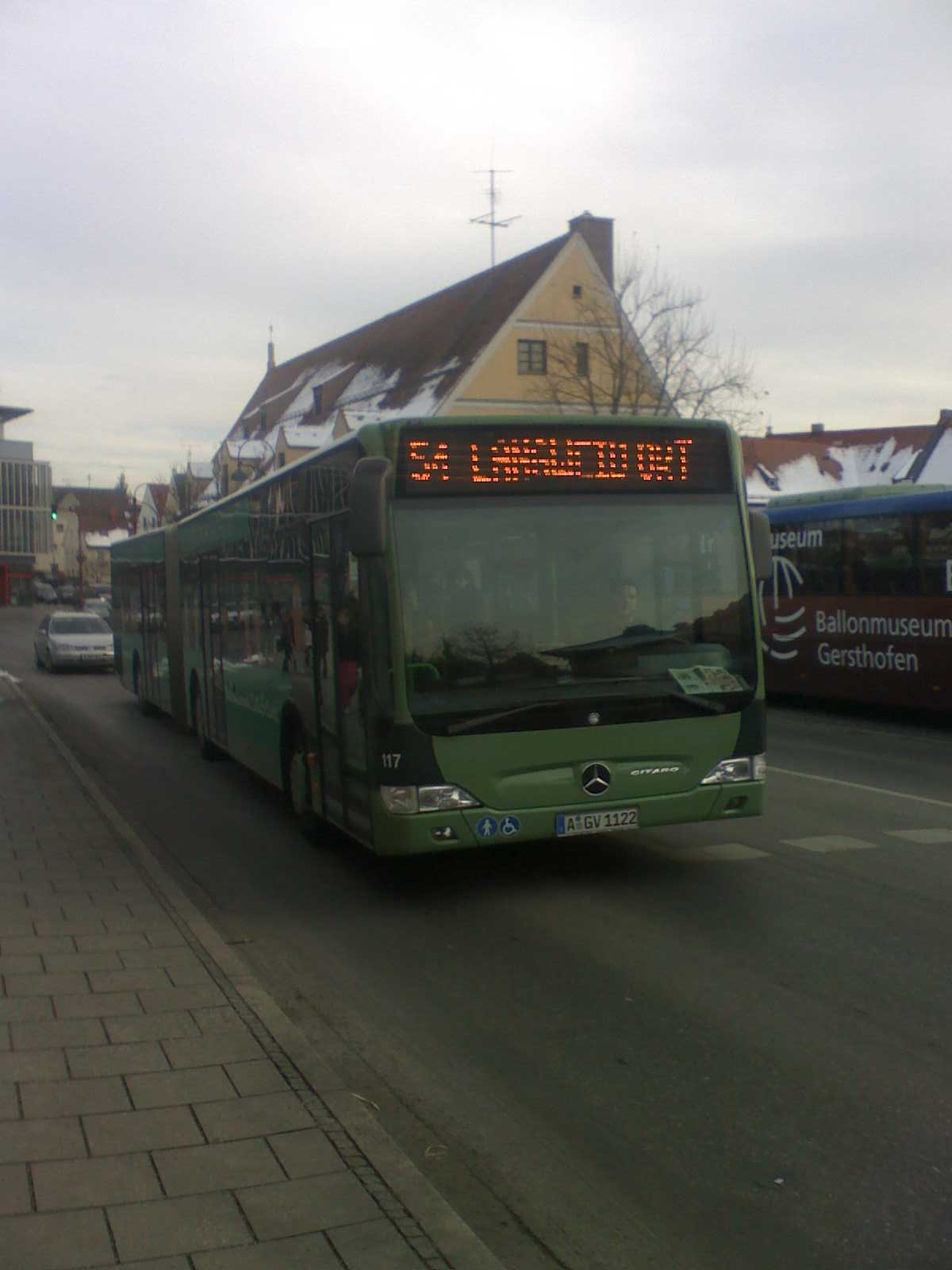
Ein Mercedes Citaro Gelenkbus Nr. 117 der GVG.

Die  Gersthofer Verkehrsgesellschaft mbH (GVG) betreibt den öffentlichen Nahverkehr in Gersthofen. Das Unternehmen ging zum 1. Oktober 2006 aus dem Verkehrsbetrieb der Stadtwerke Gersthofen hervor. Gesellschafter der GVG sind die Stadt Gersthofen und der Omnibusunternehmer Werner Ziegelmeier.

## Verkehrsgebiet
Die GVG bedient ausschließlich Haltestellen in den AVV-Tarifzonen 20 und 33 (Langweid). Hauptaufgaben sind der Ortsverkehr Gersthofen und der Anschluss an die AVG-Straßenbahnlinie 4 an der Haltestelle Oberhausen Nord. Außerdem bediente die GVG als Subunternehmer (im Auftrag) der Augsburger Verkehrsgesellschaft bis zum 30. April 2016 die Augsburger Stadtbuslinie 21.
Bis zur Einführung des AVV-Gemeinschaftstarifs am 1. September 1995 waren die Stadtwerke Augsburg und die Stadtwerke Gersthofen tariflich in der Verkehrsgemeinschaft Augsburg (VGA) zusammengeschlossen.

### Buslinien der Gersthofer Verkehrsgesellschaft mbH (GVG)
| Linie     | Strecke | Takt werktags        | Takt samstags             | Takt sonntags  |
| --------- | --- | -------------------- | ------------------------- | -------------- |
| Linie 27  | Oberhausen. Nord/DRVS – Oberhausen – Bärenkeller – Neusäß Bahnhof – Täfertingen – Hirblingen – Batzenhofen – Edenbergen – Rettenbergen West             | teilweise 30–60 Min. | durch Linie 56            | durch Linie 56 |
| Linie 51  | P&R Augsburg Oberhausen Nord – Gersthofen – Stettenhofen – Langweid                                                                                     | 30 Min.              | durch Linie 54            | durch Linie 54 |
| Linie 52  | P&R Augsburg Oberhausen Nord – Gersthofen Am Ballonstartplatz – P&R Augsburg Oberhausen Nord                                                            | 30 Min.              | durch Linie 54            | durch Linie 54 |
| Linie 54  | P&R Augsburg Oberhausen Nord – Gersthofen West – Stettenhofen – Langweid Waage                                                                          | 30 Min.              | 20–30 Min.                | 30 Min.        |
| Linie 55  | Gersthofen Bahnhof – Am Ballonstartplatz – Stifter-Siedlung                                                                                             | 30 Min.              | 30 Min.                   | kein Betrieb   |
| Linie 56  | (P&R Augsburg Oberhausen Nord) – Gersthofen – Hirblingen (Hirblingen – Gersthofen) – Batzenhofen – Rettenbergen                                         | kein Takt*           | 60 Min.                   | 60 Min.        |
| Linie 57  | P&R Augsburg Oberhausen Nord – Gersthofen Industriegebiet – P&R Augsburg Oberhausen Nord                                                                | 30 Min.              | teilw. durch Linien 58/59 | –              |
| Linie 58  | P&R Augsburg Oberhausen Nord - IKEA - Gersthofen Bahnhof In der Regel einmal stündlich weiter bis Gersthofen Bahnhof, von dort ohne Halt zurück zu IKEA | 20 Min.              | 20 Min.                   | kein Betrieb   |
| Linie 59  | P&R Augsburg Oberhausen Nord – Güter-Verkehrs-Zentrum – P&R Augsburg Oberhausen Nord                                                                    | 60 Min.              | 60 Min.                   | kein Betrieb   |
| Linie 459 | Lützelburg – Gablingen – Stettenhofen – Gersthofen und zurück                                                                                           | kein Takt*           | kein Betrieb              | kein Betrieb   |

„*“ Die Angabe „kein Takt“ bedeutet, dass auf dieser Linie keine durchgehende getaktete Bedienung existiert.'

### Nachtbus
In den Nächten von Freitag auf Samstag und von Samstag auf Sonntag zwischen 0 und 3 Uhr verkehrt die Nachtbuslinie 95
| Linie    | Strecke | Takt    |
| Linie 95 | Königsplatz – P&R Augsburg Nord - Gersthofen – Langweid - Herbertshofen - Meitingen (– Waltershofen) und zurück | 60 Min. |

### Sonstiges
In Ausnahmefällen werden auch GVG-Busse auf der Buslinie 200, 201 und 202 in Friedberg, die von Z Mobility betrieben wird, eingesetzt.

## Omnibusse
Die Gersthofer Verkehrsgesellschaft (GVG) verfügt (Stand März 2017) für den Linienverkehr, inklusive IKEA-Shuttle-Fahrzeug über insgesamt 23 Fahrzeuge (inklusive gebrauchter Busse, wo alte Wagennummern neu vergeben wurden). Der Fuhrpark besteht aus Niederflurlinienomnibussen, verschiedenen Modellen von Mercedes-Benz. Mindestens fünf ehemalige AVG-Ersatzbusse des Typs Mercedes-Benz O 405 GN2, die wegen der Wiedereröffnung des Augsburger Königsplatzes nun bei der Augsburger Verkehrsgesellschaft ausgemustert wurden, wurden von der GVG übernommen. Zwei davon fahren heute im Linienverkehr unter der Wagennummer 105 in Drittbesetzung und 107 in Zweitbesetzung (ex AVG Nr. 3417 in Zweitbesetzung). Die beiden anderen wurden ohne Einsatz bei der GVG über mobile.de weiterverkauft.

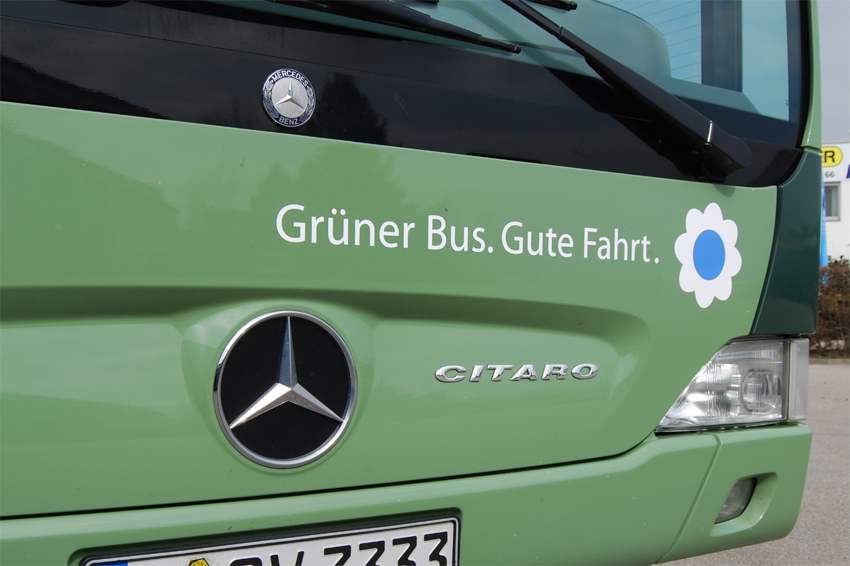
Eigenreklame der GVG.

Seit September 2010 sind mit den Mercedes-Benz Citaro O 530 und Mercedes-Benz Citaro O 530 G bei der GVG auch Erdgasbusse (Mercedes-Benz Citaro CNG) im Einsatz. Von der Erdgasversion sind ein Mercedes-Benz Citaro O 530 G CNG und vier Mercedes-Benz Citaro O 530 CNG im Fuhrpark der GVG. Die vier Mercedes-Benz Citaro O 530 CNG wurden eigens für die im Auftrag der Augsburger Verkehrsgesellschaft bedienten Linie 21 beschafft und wurden hauptsächlich dort eingesetzt.
Im Jahr 2007 wurde von der GVG einen hochflurige Überlandbus des Herstellers Van Hool beschafft, der jedoch über einen Rollstuhllift verfügt und damit ebenfalls behindertengerecht ausgestattet ist und somit die einzige Ausnahme vom sonst niederflurigem Fuhrpark der GVG ist. Dieses Fahrzeug wird jedoch nicht mehr für den Linienverkehr eingesetzt. Einige Zeit befand sich der Bus bei Werner Ziegelmeier. Inzwischen ist er aber wieder zurück bei der GVG.
Der weiße Mercedes-Benz Sprinter mit der Wagennummer 120 (9-Sitzer) wird nur im Schulbusverkehr eingesetzt.
Außerdem besitzt die GVG noch einen gebrauchten MAN SÜ 240, mit mehreren Vorbesitzern, als Reserve (auch für den Schulverkehr und für den Sonderverkehr zum mieten) und einen nicht betriebsfähigen Schenk / Göppel Busanhänger von der Stadtwerke Augsburg, der von Göppel Bus Augsburg damals von der Stadtwerke Augsburg erworben wurde.
Charakteristisch ist die grüne Lackierung der Busse, die seit Herbst 2008 mit „Grüner Bus. Gute Fahrt.“ auch gezielt als Erkennungszeichen kommuniziert wird.